# Anápolis
Anápolis város Brazíliában, Goiás államban. Lakosainak száma 398 869 fő (2022). Anápolis Goianápolis, Nerópolis, Ouro Verde de Goiás, Campo Limpo de Goiás, Petrolina de Goiás, Pirenópolis, Abadiânia, Gameleira de Goiás, Leopoldo de Bulhões, Silvânia és Terezópolis de Goiás községekkel határos.

## Népesség
A település népességének változása:
| Lakosok száma | 288 085 | 334 613 | 342 347 | 366 491 | 391 772 | 396 526 | 398 869 |
|               | 2000    | 2010    | 2012    | 2015    | 2020    | 2021    | 2022    |